# Стерково (Лидский район)
Стерково (бел. Сце́ркава) — деревня в Лидском районе Гродненской области Беларуси. В составе Дубровенского сельсовета.

## География
Пролегает дорога Н-6021.
Ближайшие населённые пункты Косовщина, Татарцы и др.

## История
С 1905 года в Липнишской волости Ошмянского уезда Виленской губернии.
До 17 марта 2023 года деревня входила в состав Бердовского сельсовета.

## Население

### Численность
- 2019 год — 159 жителей

### Динамика
- 1905 год — 603 жителей (Сцерково)[2]
- 1999 год — 284 жителей (перепись населения)
- 2009 год — 203 жителей (перепись населения)[2]
- 2019 год — 159 жителей (перепись населения)